# Laternaria pythica
Laternaria pythica är en insektsart som först beskrevs av William Lucas Distant 1891.  Laternaria pythica ingår i släktet Laternaria och familjen lyktstritar. Inga underarter finns listade i Catalogue of Life.